# Jizeran
Jizeran je obchodní dům vybudovaný v Novém Městě pod Smrkem, obci ve Frýdlantském výběžku Libereckého kraje na severu České republiky. Nachází se při severozápadním nároží Mírového náměstí, v místě ohraničeném ulicemi Frýdlantskou a Švermovou.

## Historie
V místech, kde dům stojí, bývalo holičství a prodejna drogerie. Otevření patrového obchodního domu se uskutečnilo roku 1976. Nacházela se tu restaurace, která, když se v roce 1984 slavilo čtyři sta let od založení města (1584), připravila svým hostům speciální nabídku pokrmů odkazujícími na historii města. Nabízela se kupříkladu tkalcovská ovarová polévka, slepičí polévka s nudlemi podle Melchiora z Redernu, Stelzigova papriková klobása, žebrácký prejt, konšelská svíčková na smetaně, hornický hovězí guláš či purkmistrova omeleta se žampióny.